# Számítástechnika 2000–2009 között
Ez a szócikk a számítástechnika 2000 és 2009 között történt olyan eseményeiről szól, melyek mérföldköveknek tekinthetőek a fejlődéstörténetben.
A számítástechnika története:  1949 előtt, 1950–1979, 1980–1989, 1990–1999, 2000–2009.

## 2000
- Január 14: az amerikai kormányzat feloldja a titkosított adathalmazokra vonatkozó szabályozás egyes részeit. Így a fejlesztőknek többé már nem kell programjukból egy USA- és egy nemzetközi változatot készíteniük.
- Január 19: a Transmeta Crusoe processzor bemutatása, mely az akkor egyeduralkodó Pentiumok teljesítményével megegyezik, viszont felépítése okán kevesebb áramot vesz fel.
- Február 17: a Windows 2000 és a Windows Me megjelenésének napja. Előbbi az NT-vonal otthoni bevezetése helyett továbbra is az üzleti felhasználók igényeire lett szabva, utóbbi pedig a 9X termékvonal utolsó, hibáktól nem mentes képviselője.
- Március: a BeOS R5 megjelenése, mind PowerPC-re, mind x86-os gépekre. Utóbbi változat ingyenesen letölthető.
- Március 4: Japánban kapható lesz a PlayStation 2 konzol.
- Március 6: az AMD Athlon nevű processzora először éri el az 1 GHz-es álomhatárt.
- Március 8: Válaszlépésként az Intel is előrukkol saját gigahertzes Pentium III-asával, ám ezek tuningolt példányok.
- Június 20: a brit távközlési vállalat pert indít azon az alapon, hogy 1989-ben ők bejegyeztették a hiperhivatkozásokat, mint szabadalmat. Az interneten történő, linkekre való kattintás jogosultságát sokan abszurdnak nevezték.
- November: a Pentium 4 megjelenése.

## 2001
- Január 4: a Linux Kernel 2.4 kiadása.
- Február: a 3dfx csődbe jut, összes technikai tudását a nagy rivális, az nVidia veszi meg.
- Március 24: bemutatkozik a sikeres Mac OS X, amely osztatlan sikernek örvend.
- Október 25: megjelenik az NT-alapokra épülő, ám kifejezetten univerzális felhasználhatósági célból kiadott Windows XP.
- November 15: az első Xbox megjelenése.

## 2002
- Május 30: a United Linux megalakulása.

## 2003
- Tim Berners-Lee-t lovaggá ütik a World Wide Web feltalálásáért.
- Február: az nVidia bemutatja GeForce FX nevű videókártyáit, melyekkel nem titkolt szándéka az, hogy "a moziélményű számítástechnika hajnalát" hozza el. A kártya által generált képminőség valóban lenyűgöző.
- Március 6: az SCU pert nyer az IBM-mel szemben, amely egy ingyenes operációs rendszer, a Linux SCU által továbbfejlesztett változatából helyezett el kódot a saját szoftverében.
- Április 24: a Windows Server 2003 megjelenése.
- Szeptember 23: Megjelenik az első otthoni felhasználóknak szánt 64 bites processzor az AMD Athlon 64.
- Október: a Mac OS X Panther startja.
- December 17: a Linux Kernel 2.6 megjelenése

## 2004
- Április: késhegyre menő harc kezdődik az nVidia és az ATi között. Előbbi a GeForce 6800-as kártyájával hatalmas technikai ugrást hajt végre, utóbbi alig pár hétre rá rákontrázik a Radeon X800-assal.
- Október 20: Az Infineont bűnösnek találják abban, hogy szándékosan tartotta szinten a DRAM memóriaárakat. Kartellgyanú miatt hamarosan a Hynix, a Samsung, majd az Elpidia is eljárás alá kerül.
- November 9: kiadják a Mozilla Firefox első változatát. Ez a Netscape utáni legnagyobb veszély az Internet Explorer egyeduralmának megtörésére.

## 2005
- Április 29: a Mac OS X Tiger hivatalos megjelenése.
- Június 1: az AMD piacra dobja az első, asztali gépekbe szánt kétmagos processzorát, a 64 bites Athlon 64 X2-t.
- Június 6: az Apple bejelenti, hogy jövőbeni számítógépeikben Intel processzor lesz.
- Július 22: a Microsoft bejelenti, hogy fejlesztés alatt áll legújabb operációs rendszere, a Windows Vista.
- November 22: az Xbox 360 megjelenése.

## 2006
- Január: az Apple bemutatja első Intel-alapú gépeit, az iMac-et és a kétmagos MacBook Pro-t.
- Június 19: kutatók egy csoportja kísérleti jelleggel kifejleszt egy szobahőmérsékleten 350 GHz-cel működő processzort.
- Július 27: az Intel bejelenti, hogy leváltja a Pentium márkanevet, és ezentúl Core-nak hívják felsőkategóriás megoldásait. A Pentium később visszatér, mint középkategóriás megoldás.
- Szeptember 26: az Intel nyolcvanmagos processzor kifejlesztését ígéri 2011-re.
- November 17: a PlayStation 3 megjelenése.
- November 19: a Nintendo Wii konzoljának megjelenése.
- December 24: régi ismerősként megjelenik az Amiga OS 4-es változata.

## 2007
- Január 30: a Windows Vista hivatalos megjelenési dátuma.
- Október 26: a Mac OS X Leopard megjelenése.

## 2008
- Az AMD felvásárolja az ATi-t.

## 2009
- Május 13: az Európai Bizottság elmarasztalja az Intelt, mivel az szerintük akadályozta a kiskereskedőket abban, hogy AMD processzort használjanak.
- Augusztus 28: a Mac OS X Snow Leopard megjelenése.
- Október 22: a Windows 7 hivatalos megjelenési dátuma.

## Fordítás
- Ez a szócikk részben vagy egészben a Timeline of computing 2000–2009 című angol Wikipédia-szócikk ezen változatának fordításán alapul.  Az eredeti cikk szerkesztőit annak laptörténete sorolja fel. Ez a jelzés csupán a megfogalmazás eredetét és a szerzői jogokat jelzi, nem szolgál a cikkben szereplő információk forrásmegjelöléseként.